# Кокшеньга (селище залізничної станції)
Кокшеньга (рос. Кокшеньга) — залізнична станція в Вельському районі Архангельської області Російської Федерації.
Населення становить 50 осіб. Входить до складу муніципального утворення Ракуло-Кокшеньгське муніципальне утворення.

## Історія
Від 1937 року належить до Архангельської області.
Від 2004 року належить до муніципального утворення Ракуло-Кокшеньгське муніципальне утворення.

## Населення
| 2002 | 2010 | 2012 | 2014 |
| ---- | ---- | ---- | ---- |
| 72   | ↘59  | ↗63  | ↘50  |